# Repartiment d'indis
El  repartiment d'indis  va ser un sistema de treball semiforçat imposat pels espanyols en diversos llocs d'Amèrica, des de finals del segle xvi fins a principis del XIX. De vegades es confon amb la comanda.

## Orígens i desenvolupament
Des dels primers anys de presència castellana a Amèrica, va començar a desenvolupar una sèrie de mecanismes legals o il·legals per fer ús de la mà d'obra indígena. Cristóbal Colón implantar a les Antilles la comanda de serveis personals, que va generar una sèrie de relacions de servitud personal en perjudici dels indígenes, i molts d'aquests van ser també sotmesos a esclavitud, ja fos amb base a certes lleis o simplement de fet. Tanmateix, la legislació emesa a partir de 1542 i les mesures preses per la Corona per fer efectiu el seu compliment van posar fi a aquests fenòmens, i solament va imposar als indígenes el deure de pagar tributs a la Corona o als ordinaris, sense treballar personalment per a ells, de conformitat amb el que disposa la llei de Malinas de 1545.
Tanmateix, a finals del segle xvi es va crear una nova modalitat d'utilització forçosa de la mà d'obra indígena per part dels espanyols, el repartiment d'indis, que va esdevenir el principal i més durador mecanisme de domini dels indígenes, l'instrument mitjançant el qual van quedar definitivament conquerits i que va garantir la seva subjecció, la seva explotació i la seva posició d'inferioritat. De conformitat amb el que disposen les reials cèdules de 21 d'abril de 1574 i 24 de novembre de 1601, el repartiment era un sistema laboral d'adjudicació de mà d'obra indígena en profit dels membres dels espanyols, que a canvi d'una remuneració ínfima obligava periòdicament als indígenes a treballar per temporades, generalment de vuit dies per mes, a les cases o hisendes de la població espanyola. Una vegada conclosa la temporada, els indígenes havien de tornar per tal que poguessin treballar en tasques pròpies o en reunir el tribut que havia de pagar a la Corona o als ordinaris, i eren substituïts en el repartiment per un altre grup d'indígenes. El sistema estava basat en tres principis: la coerció sobre els indígenes, la rotació setmanal i la remuneració forçosa, de conformitat amb una tarifa establerta per les autoritats. Contràriament a la creença general, aquesta institució no tenia vinculació jurídica ni pràctica amb la comanda, encara que de vegades es fessin servir indistintament ambdós termes. En canvi, sí que guarda certa correspondència, en els seus elements substancials, amb la mita que es va desenvolupar al virregnat del Perú.
En repartiment va tenir notori desenvolupament en alguns llocs de Mèxic i del regne de Guatemala, especialment on hi havia gran disponibilitat de mà d'obra indígena. Cada diumenge, un 25% dels homes indígenes que tinguessin entre 16 i 60 anys, amb excepció dels alcaldes del poble i dels que estiguessin malalts, havia de reunir a la plaça o un altre lloc públic de la respectiva reducció, per esperar als majordoms de les hisendes d'espanyols dels veïnatges, els qui l'endemà es portaven als treballadors, segons les quotes establertes en un padró aixecat per mandat del president de l'Audiència. Aquest era qui concedia als hisendats el dret de disposar d'indígenes de repartiment, previ pagament a la Corona de mig real de plata per cada treballador. El beneficiari havia de més pagar l'indígena el temps emprat en el camí d'anada i un real per cada dia de feina, així com subministrar les eines que fossin necessàries per al seu treball. El compliment de les normes que regien el sistema era responsabilitat dels alcaldes indígenes, supervisats per jutges repartidors de casta d'espanyols.
A més del repartiment establert a favor dels hisendats, es va implantar un sistema de repartiment urbà, en dues modalitats: el servei ordinari per a la ciutat, destinat principalment a la construcció i manteniment d'edificis i obres públiques a les poblacions d'espanyols, i el servei extraordinari de la ciutat, dirigit a l'edificació i reparació de cases particulars, serveis domèstics i treballs diversos.

## Aplicació pràctica
En el terreny dels fets, moltes de les normes que havien de regir el repartiment no es van aplicar del tot o només es van complir a mitges. Encara que alguns atribuïen això a la corrupció dels jutges repartidors, el cert és que la Corona va tolerar a contracor moltes violacions a les lleis per així poder garantir ingressos financers i assegurar la subsistència del seu domini polític. Per exemple, la violència i els maltractaments als indígenes imperar moltes vegades en el compliment del repartiment i en les tasques agropecuàries, no es va complir la norma que manava subministrar eines, ni tampoc la que eximia del repartiment als malalts, per la qual cosa qui en realitat estaven massa greus com per a treballar es veien en la necessitat de buscar i pagar a qui els reemplacés. D'altra banda, per sostreure al treball forçós, els indígenes acabalats o principals enviaven en el seu lloc al repartiment a altres més pobres, mitjançant el suborn o la violència. Això feia il·lusori el principi de la rotació setmanal del 25% dels indígenes, ja que els menys afortunats acabaven per treballar dues o més setmanes al mes, la qual cosa deteriorava la seva salut i els obligava a descuidar els seus propis cultius i el pagament de tributs de comanda

## Supressió
La Constitució de 1812 va establir un règim d'igualtat jurídica entre espanyols, mestissos i indígenes. En aquesta circumstància, la subsistència del repartiment, en qualsevol modalitat que fos, resultava flagrantment inconstitucional. L'abril de 1812, a només un mes de promulgada la Carta fonamental, el prevere Florencio del Castillo Villagra, diputat de Costa Rica, va presentar a les Corts de Cadis un projecte per suprimir en totes les modalitats el repartiment, fins i tot el destinat a obres públiques i servei dels capellans. En debatre el projecte, el prevere Castell va fer una vehement i ben fonamentada censura del repartiment, va demostrar la seva incompatibilitat amb els principis liberals i els tremends perjudicis que ocasionava a la població indígena i el va qualificar d'injust, cruel i inhumà, i les Corts van acordar l'abolició completa del repartiment, en els termes proposats pel diputat costariqueny, i agregar algunes mesures per garantir la difusió i el puntual compliment de la decisió.
La vigència d'aquesta transcendental llei va ser efímera, ja que l'abril de 1814 va quedar restaurada la monarquia absoluta i es va declarar nul·la tota la normativa emesa per les Corts. En conseqüència, es va tornar a la situació anterior a 1812 i el repartiment d'indis va ser legalment restablert en les mateixes condicions en que existia abans de la seva supressió.
La revolució liberal de 1820 i el restabliment de la Constitució de 1812 van fer que es posessin novament en vigència moltes de les disposicions aprovades en la primera època de la monarquia constitucional. Una d'elles va ser la llei de supressió del repartiment, que va tornar a ser posada en vigor el 22 d'abril de 1820. Alguns països hispanoamericans ho van restablir anys després, sota diverses modalitats, i hi va haver casos en què l'ús forçós de la mà d'obra indígena va aconseguir subsistir fins a mitjan segle xx.